# IJskelder (Soestdijk)

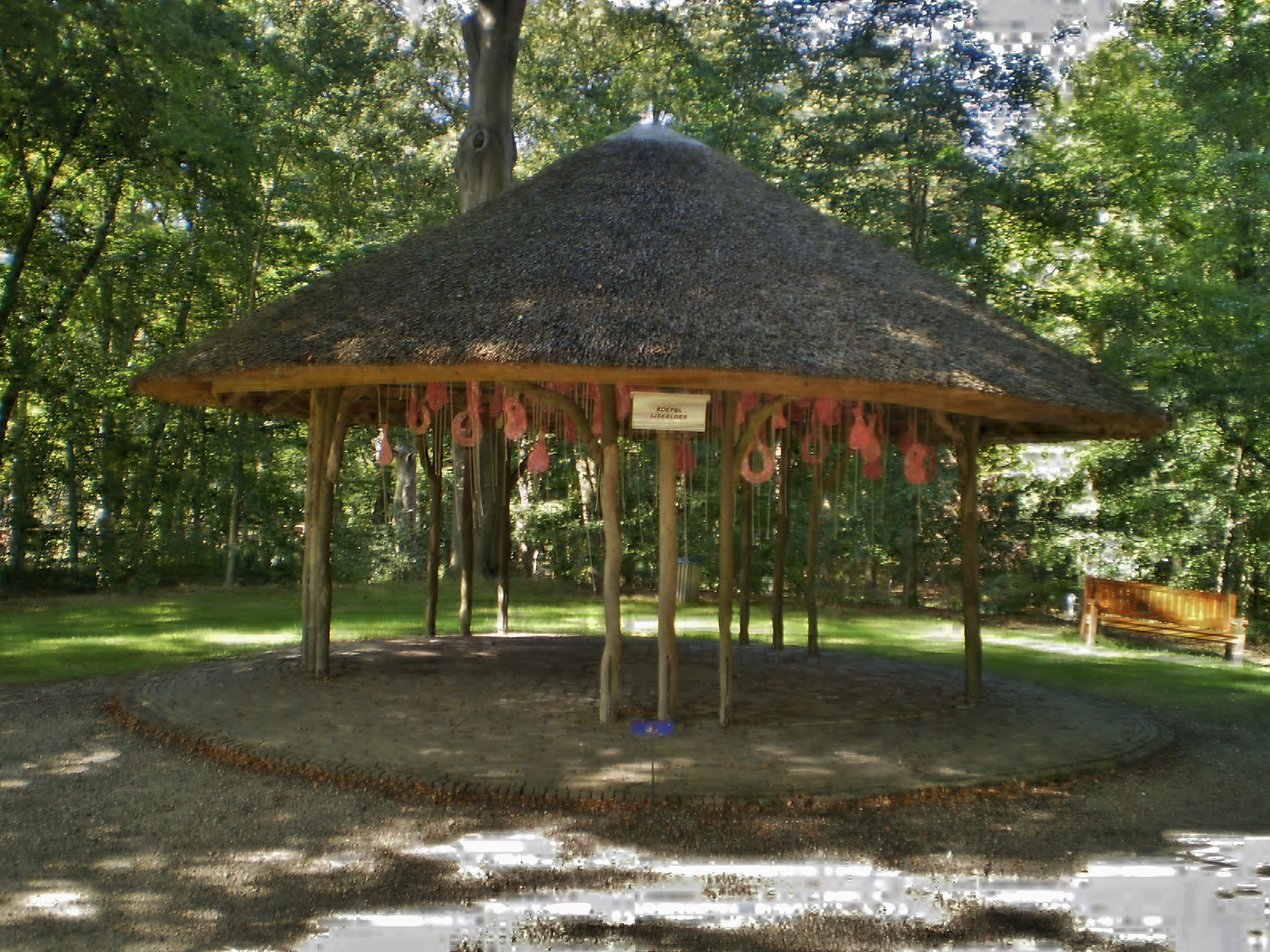
Koepel boven de vulopening van de ijskelder

De ijskelder van Paleis Soestdijk is een rijksmonument in het park bij Paleis Soestdijk aan de Amsterdamsestraatweg 1.
De ijskelder werd gebouwd in opdracht van koningin-moeder Anna Paulowna. In 1812 bevond zich nog een ijskelder in de watertoren op het terrein. De toegang tot de ijskelder bevindt zich in de noordkant van een opgeworpen heuvel die de Ravensberg werd genoemd. De Ravensberg diende tevens als uitkijkpunt. De ijskelder met het tuinhuisje vormde de visuele afsluiting van de zichtlijn vanuit het paleis.
In de gevelsteen van de ijskelder staat het bouwjaar 1850. Een gang met twee compartimenten voert naar een stenen koepelgewelf met spouwmuur. De koepel kan van bovenaf worden gevuld met ijs dat uit de nabijgelegen paleisvijver werd gebikt. De vulopening bevindt zich in een prieel met een rond, rieten puntdak dat de vulopening tegen de zon beschermde. 